# ОФК „Ботев 1937“
ОФК Ботев е футболен отбор от град Ихтиман, който участва в Югозападната група на Трета аматьорска футболна лига.

## История
Клубът е създаден през 1921 г. Играе мачовете си на стадион „Христо Ботев“ в града. През сезон 1976/1977 г. влиза в Южна Б републиканска футболна група, от която изпада през сезон 1983/1984. През сезон 1979/1980 г. е преименуван от „Ботев“ на „Еледжик“ (Ихтиман).
Седмица преди подновяването на пролетния полусезон 2011/12, „ОФК Костинброд“
(Костинброд) се обединява с „Ботев“ (Ихтиман) от ОФГ София. Тъй като пререгистрация и смяна на името на клуба не се позволява по време на сезона, името му не се променя, а през пролетта отборът играе домакинските си мачове в Ихтиман . От следващия сезон отборът носи името Ботев 1921 (Ихтиман).

## Класиране по сезони в Б група
- 1976 – 1977 – 13 място
- 1977 – 1978 – 18 място
- 1978 – 1979 – 7 място
- 1979 – 1980 – 14 място
- 1980 – 1981 – 8 място
- 1981 – 1982 – 9 място
- 1982 – 1983 – 13 място
- 1983 – 1984 – Изпада във В група